# Pontianakincidenten
Pontianakincidenten bestod av två massakrer som utfördes av den kejserliga japanska armén i Kalimantan på Borneo under den japanska ockupationen av Nederländska Ostindien 1943-1944. De två massakrerna utfördes på den lokala inhemska malajiska eliten. 
Japanerna utförde 1943 en massarrestering av den lokala eliten av malajer, araber, kineser, dajaker, javaneser, bataker, indier, eurasier, bugeser, menandoneser, minangkabau, inklusive samtliga malajiska sultaner. De anklagades sedan av japanerna för att ha förberett en komplott mot den japanska ockupationsmakten till förmån för inrättandet av "Folkrepubliken Västra Borneo". De ska ha förenats mot sin ömsesidiga fiende, Japan, och förberett en massaker på japanerna under bland andra sultanen av Pontianak. Sultanerna av Pontianak, Sambas, Ketapang, Soekadana, Simbang, Koeboe, Ngabang, Sanggau, Sekadau, Tajan, Singtan och Mempawa blev samtliga avrättade vid detta tillfälle. 29 släktingar till sultanen av Pontianak tillhörde också offren.   
I slutet av 1944 inträffade en till incident, då ytterligare två släktingar till sultanen av Pontianak avrättades sedan en japansk soldat blivit mördad i ett attentnat. Under april-augusti 1945 förekom också lokala stridigheter mellan japanerna och dajakerna på Borneo.  